# Atlantic Airlines (Honduras)
Atlantic Airlines de Honduras (mã IATA = ZF, mã ICAO = HHA) là hãng hàng không của Honduras, trụ sở ở Tegucigalpa. Căn cứ chính của hãng ở Sân bay quốc tế Toncontín, Tegucigalpa, và 1 căn cứ khác ở Sân bay quốc tế Golosón, La Ceiba.

## Lịch sử
Atlantic Airlines de Honduras được thành lập và bắt đầu hoạt động từ năm 2001. Hãng có các tuyến đường quốc nội và một số tuyến quốc tế trong vùng Trung Mỹ.

## Đội máy bay
(Tháng 3/2007):
- 1 BAe 748 Series 2B
- 4 Boeing 737-200
- 1 Fokker F27F
- 1 Fokker F27 Mk500F
- 1 Let L-410 UVP
- 8 Let L-410 UVP-E
- 1 Let L-410 UVP-E20

## Máy bay ngưng hoạt động
(Tháng 8/2006):
- 1 Fairchild FH-227B

## Các nơi đến
(Tháng 1/2008): 
- Honduras

- Ahuas
- Guanaja
- La Ceiba
- Puerto Lempira
- Roatán
- San Pedro Sula
- Tegucigalpa
- Útila

- Belize

- Thành phố Belize

- Nicaragua

- Bluefields
- đảo Corn
- Managua
- Puerto Cabezas

- Quần đảo Cayman

- Grand Cayman